# Torre de sa Sal Rossa
Der Torre de sa Sal Rossa, auch Torre des Carregador, ist ein Wehrturm aus dem 16. Jahrhundert in der Pfarrgemeinde Sant Francesc de s’Estany auf der Baleareninsel Ibiza.

## Lage
Der Turm steht an der Landspitze Punta de sa Mata im Naturschutzgebiet Parque Natural de Ses Salines d’Eivissa i Formentera im Südosten Ibizas. Nördlich schließt sich der Strand Platja d’en Bossa an, südlich die Bucht La Xanga mit dem Felseneiland Illa sa Sal Rossa. Von der Endhaltestelle der Buslinie 14 (Grand Palladium Palace) und dem dortigen Parkplatz ist der Turm zu Fuß in etwa 10 Minuten zu erreichen.

## Geschichte

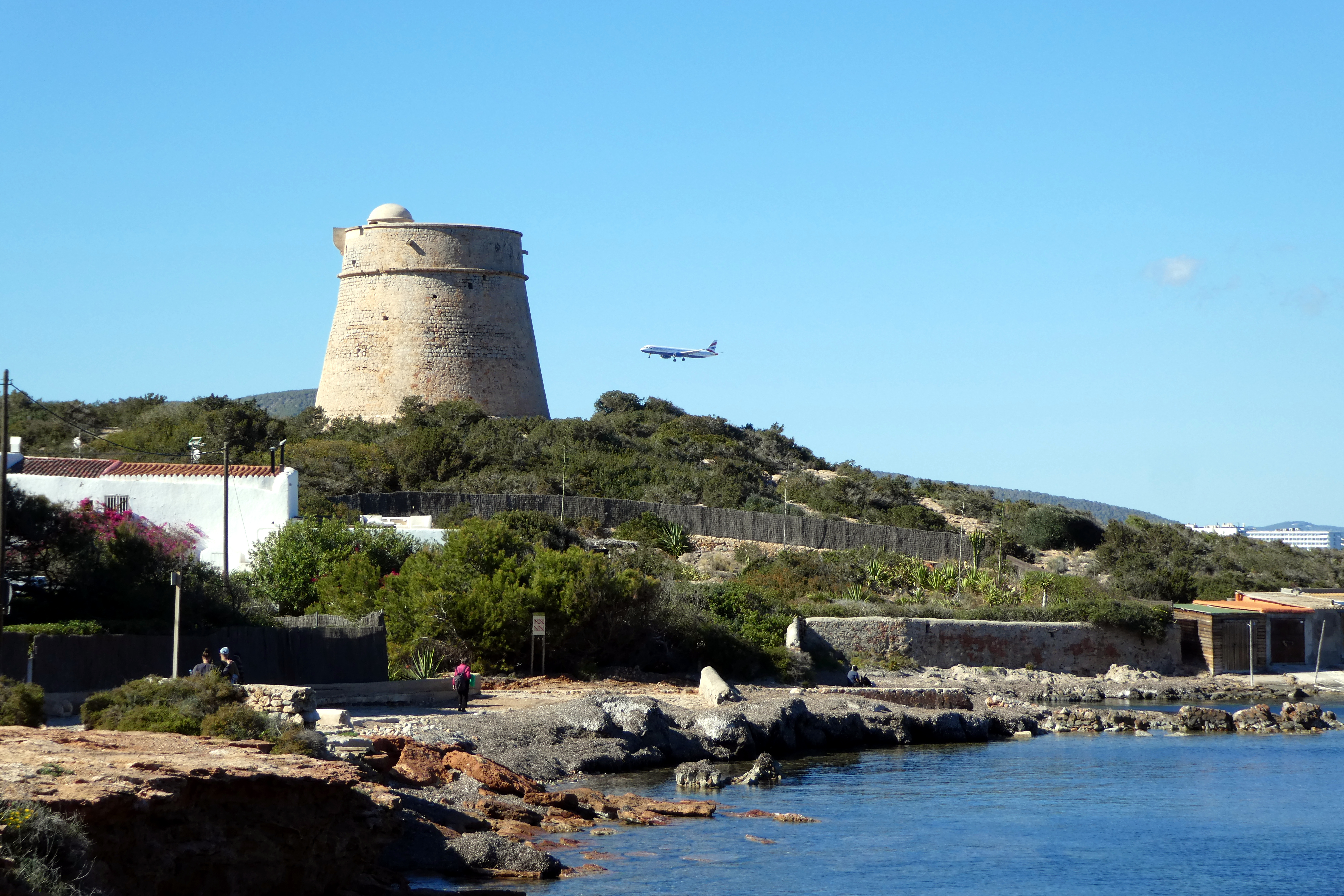
Blick auf den Turm aus südlicher Richtung.

Im 16. Jahrhundert war die Bevölkerung von Ibiza häufigen und blutigen Überfällen von Barbaresken-Korsaren ausgesetzt. Die Universitat d’Eivissa, der Vorläufer des heutigen Consell Insular, beschloss daraufhin den Bau von Befestigungsanlagen, insbesondere um die Gewinnung und Verschiffung von Meersalz zu sichern. Zu diesen zählte der Torre de sa Sal Rossa, der erstmalig in einem Brief des spanischen Königs an den Gouverneur erwähnt wird, aus dem hervorgeht, dass der Bau 1575 schon zur Hälfte abgeschlossen war. Der Turm sollte gleichzeitig als Beobachtungs- und Wehrturm, hauptsächlich aber als kollektiver Zufluchtsort für die Arbeiter in den nahen Meerwassersalinen und die Bevölkerung des Plan de Sant Jordi, eines der wichtigsten landwirtschaftlichen Gebiete der Insel, dienen. Salz war zu dieser Zeit das wichtigste auf der Insel erzeugte Gut. Noch im Jahr 1675 kaufte die Universität eine Kanone zur Verteidigung des noch im Bau befindlichen Turms. Gleichzeitig mit dem Torre de sa Sal Rossa entstanden der Torre de ses Portes, die Wehrkirche von Santa Eulària des Riu und die Mauern von Dalt Vila. Die zur Kommunikation genutzten visuellen Signale waren nachts Feuer und tagsüber Rauch. Die Feuer wurden direkt auf der Dachplattform entzündet, so dass sie weithin sichtbar waren. Verglichen mit dem an der Meerenge zwischen Ibiza und Formentera gelegenen Torre de ses Portes nahm die militärische Bedeutung des Torre de sa Sal Rossa mit der Zeit ab.
Im 18. Jahrhundert wurde der Bau von Wehrtürmen wieder aufgenommen, die schließlich die gesamte Küste Ibizas, Formenteras und Espalmadors abdeckten. Der Torre de sa Sal Rossa wurde dabei an die militärischen Erfordernisse der Zeit angepasst, indem er zum Beispiel eine Pulverkammer erhielt. Bis 1867 taten zwei Soldaten auf dem Turm Dienst. Dann wurde er – wie die zehn anderen – der Finanzbehörde überlassen. Sein Wert wird in der Übergabeurkunde mit 1500 Peseten beziffert. Da er nicht mehr genutzt wurde, verfiel der Turm, bis er im Jahr 2008 nach Plänen von Toni Marí Torres und Joan Josep Serra Rodríguez unter der Leitung von Vicent Serra Ribas restauriert wurde.
Seit 1949 steht der Torre de sa Sal Rossa unter Denkmalschutz. Er ist in der spanischen Datenbank für Kulturgüter (Bienes de Interés Cultural) unter der Nummer RI-51-0008619 registriert. Der Turm ist für Besucher geöffnet und enthält eine Ausstellung über die Küstenwachtürme der Pityusen.

## Beschreibung
Der runde Turm ist aus Bruchsteinen und Kalkmörtel gemauert. Er verjüngt sich nach oben und besitzt so die Form eines Kegelstumpfs. Der Turm steht auf einem flachen Sockel, dessen Durchmesser etwas größer als der des Turms ist. In Höhe des Bodens der Dachplattform verläuft rund um das Bauwerk ein halbrunder Sims. Der einzige Zugang zum Turm befindet sich landeinwärts und zu ebener Erde, um es der Bevölkerung zu ermöglichen, bei einem Piratenüberfall innerhalb kurzer Zeit in den Schutz des Turms zu gelangen, der problemlos 150 bis 200 Personen aufnehmen konnte. Hinter dem Eingangstor beginnt ein zickzackförmiger Korridor, der durch eine vom Innenraum zugängliche Luke geschützt war. Zur Verteidigung des Eingangs befindet sich an der Brustwehr der Dachplattform zusätzlich ein Maschikuli. Von seinen ursprünglich fünf Konsolen sind heute noch drei erhalten. Der Hauptraum im Erdgeschoss besitzt einen Kamin und einen Wandschrank. Eine steinerne, aus einem Stück gefertigte Wendeltreppe führt innerhalb der Außenwand ins obere Stockwerk und auf die Dachplattform, wo sie in einem Wachhäuschen endet. Drei Wasserspeier leiten Regenwasser vom Dach ab.